# Peggy Kornegger
Peggy Kornegger – amerykańska pisarka. W latach 70. XX wieku określała się jako anarchofeministka i była redaktorką amerykańskiego magazynu feministycznego The Second Wave. Jej artykuł „Anarchism: The Feminist Connection” (1975) został przedrukowany jako broszura w Nowym Jorku i Londynie w 1977 r., przetłumaczony na język włoski na potrzeby włoskiej gazety Volontà i włączony do książki Reinventing Anarchy w 1979 r. Jej książka Living with Spirit, Journey of a Flower Child została wydana w 2009 roku.